# ليندسي إل. كوبر
ليندسي إل. كوبر (بالإنجليزية: Lindsay L. Cooper)‏ هو عازف جاز بريطاني، ولد في 18 يناير 1940 في غلاسكو في المملكة المتحدة، وتوفي في 19 يونيو 2001 في إدنبرة في المملكة المتحدة.

## وصلات خارجية
- ليندسي إل. كوبر على موقع ميوزك برينز (الإنجليزية)
- ليندسي إل. كوبر على موقع أول ميوزيك (الإنجليزية)
- ليندسي إل. كوبر على موقع ديسكوغز (الإنجليزية)